# Roselliniopsis groedensis
Roselliniopsis groedensis är en lavart som först beskrevs av Friederich Wilhelm Zopf, och fick sitt nu gällande namn av Matzer & Hafellner 1990. Roselliniopsis groedensis ingår i släktet Roselliniopsis, klassen Sordariomycetes, divisionen sporsäcksvampar och riket svampar.   Inga underarter finns listade i Catalogue of Life.